# Герман, Анна
А́нна Викто́рия Ге́рман (нем. Anna Viktoria Hörmann, пол. Anna Wiktoria German; c 1972 года — пол. Anna Wiktoria German-Tucholska; 14 февраля 1936, Ургенч — 26 августа 1982, Варшава) — советская и польская певица немецко-голландского происхождения, поэт и композитор. Известная исполнительница песен на разных языках мира, в первую очередь на польском и русском. Лауреат многих национальных и международных фестивалей, в том числе в Монте-Карло, Сан-Ремо, Неаполе, Виареджо, Каннах, Сопоте. За обладание исключительным колоратурным сопрано и беспримерную преданность профессии в массовой культуре именовалась «Поющим ангелом Европы».

## Биография

### Детство и юность. Семья

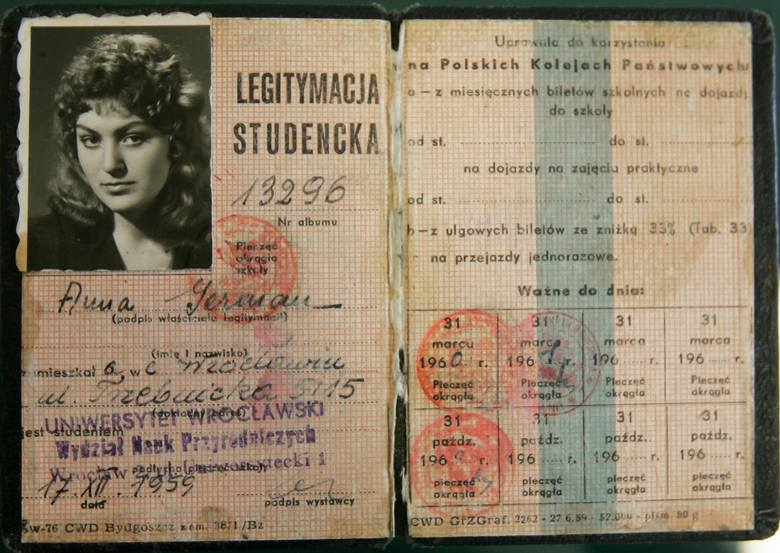
Студенческий билет Анны Герман

Анна Герман родилась 14 февраля 1936 года в СССР в Узбекской ССР, в городе Ургенче.
- Мать — Ирма Давыдовна Бернер (15.11.1909—30.01.2007), в девичестве Мартенс. Родилась в селе Великокняжеское (ныне — с. Кочубеевское Ставропольского края). Происходила из меннонитов (потомков голландцев, живших в Германии), поселившихся в России в екатерининские времена. Преподавала немецкий язык. В семье Ирмы говорили на типичном для меннонитов немецко-платском диалекте (пляттдойч).
- Отец — Евгений Фридрихович Герман (нем. Eugen Hörmann), (1909, Лодзь — 11.10.1937[5]) — бухгалтер на хлебозаводе г. Ургенча[6]. Сын потомка немецких и голландских переселенцев[5]. В 1937 году по доносу соседей[8] был арестован по обвинению в шпионаже, осуждён на «десять лет без права переписки», в том же году расстрелян в Ташкенте как «немецкий шпион и долголетний вредитель»[9]; посмертно реабилитирован в 1957 году.
- Бабушка — Анна Фризен Мартенс (18.01.1886 — 17.09.1971).
- Дядя Вильмар Мартенс (брат матери), погиб в 1940-е годы в сталинских лагерях в Сибири[6].
- Младший брат — Фридрих (1937—1940). Умер от скарлатины в Ташкенте в 2 года 2 месяца, похоронен на кладбище Боткина.

Около года семья жила в Ташкенте, затем в Осинниках Кемеровской области, где Ирма пыталась найти мужа, потом снова в Ташкенте, в Орловке (ныне — Ак-Дёбё Таласской области Кыргызстана), где Анна пошла в школу и, наконец, в Джамбуле (ныне — город Тараз в Казахстане). В одной школе с Анной в Джамбуле учился художник Анатолий Стишко.
Во второй раз мать Анны вышла замуж в 1942 году за офицера Войска Польского Германа Гернера, воевавшего в рядах 1-й пехотной дивизии имени Тадеуша Костюшко. По неизвестной причине Ирма изменила фамилию Гернер на Бернер. Брак с поляком позволил Ирме с семьёй уехать в 1946 году в Польшу и поселиться в Нова-Руде. В 1946 году Г. Гернер встречался с семьёй бывшей жены. Причина, по которой информация об этом скрывалась членами семьи, неизвестна. Распространена ошибочная информация о том, что Г. Гернер погиб в битве под Ленино в октябре 1943 года. В 1977 году Анна Герман посетила мемориал в Ленино и возложила цветы.
В 1949 году семья переехала во Вроцлав (Польша). Ирма Герман преподавала немецкий язык в Сельскохозяйственном колледже города Вроцлава (ныне — природоведческий университет).
По окончании начальной школы Нова-Руды и Вроцлавского общеобразовательного лицея Анна (одно время мечтавшая стать художницей и даже носившая свои рисунки во Вроцлавскую высшую школу изящных искусств) поступила во Вроцлавский университет на факультет геологии. Участие в студенческой художественной самодеятельности в дальнейшем помогло ей стать певицей.
Впервые Анна Герман выступила перед публикой на свадьбе своей подруги Богуси. Свадьба проходила в костёле на Королевском острове Вроцлава, где Герман в сопровождении хора спела «Аве Мария».
В семье Герман разговаривали на немецком (плаутдич) и на польском. Кроме этого, Герман говорила на русском, итальянском и английском языках.

### Творческая карьера до 1967 года

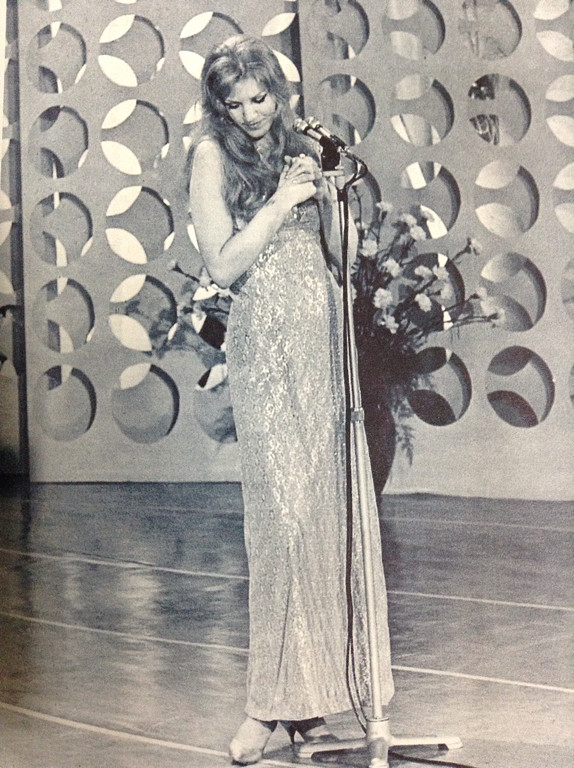

В 1960 году Анна Герман дебютировала на сцене вроцлавского студенческого театра «Каламбур», куда девушку пригласил руководитель данного театра Богуслав Литвинец. Однако на одном из своих первых выступлений Анна забыла слова и так расстроилась по этому поводу, что вскоре покинула театр. В 1961 году, уступив настойчивости своей подруги Янины Вильк, Анна Герман прошла прослушивание во Вроцлавскую эстраду, а в следующем году девушка успешно сдала экзамен квалификационной комиссии и стала профессиональной певицей.
Чувствуя недостаток умения и опыта, юная певица стала брать уроки вокала у профессора консерватории Янины Прошовской.
Получив стипендию от правительства Италии, начинающая певица на несколько месяцев уехала в Рим. Выделенной стипендии едва хватало на жильё, а обучение вокалу было сугубо платным, поэтому стажировки как таковой у Герман не получилось.
В 1962 году окончила геологический факультет Вроцлавского университета. Не имея музыкального и актёрского образования, Анна стала солисткой Вроцлавской эстрады.
Первое признание пришло к Герман после того, как актёр и режиссёр из Жешува Юлиан Кшивка пригласил её в свою труппу. Благодаря ему она смогла принять участие в III Международном фестивале песни в Сопоте, где получила ІІ премию (в категории польских исполнителей) за песню «Так мне с этим плохо» (пол. Tak mi z tym źle) Генриха Клейне и Бронислава Брока. Следующие признание и премия последовали на Всепольском фестивале эстрадных коллективов в Ольштыне. Там певицу отметили за исполнение «Ave Maria» (Шарль Гуно на основе прелюдии до мажор И. С. Баха, I том ХТК, 1722, BWV 846). Однако настоящую известность Герман принесла в 1964 году песня «Танцующие Эвридики» (пол. Tańczące Eurydyki) Катажины Гертнер и Евы Жеменицкой (польские источники называют автором песни Хелену Майданец). За её исполнение Герман получила вторую премию в категории актёрско-литературной песни на II Фестивале польской песни в Ополе (24—28 мая), первое место (в местном отборочном туре) и третье — в Международном туре на фестивале в Сопоте.
В 1964 году Герман впервые гастролировала в Советском Союзе в составе делегации польских артистов, в её репертуаре — песни Гершвина, Фрадкина, Бабаджаняна. После удачных гастрольных выступлений редактор фирмы «Мелодия» Анна Качалина предложила певице записать пластинку с песнями на польском и итальянском языках. Первые песни на русском языке были записаны осенью 1964 года.

«…Её стиль исполнения совершенно не соответствовал модным музыкальным направлениям того времени. В Европе в моду вошли „Битлз“ и тому подобные коллективы. А тут Герман — с её классическим вокалом невероятным сопрано, протяжными нотами, лирическими песнями и балладами. В Польше считали, что она „неликвид“. А Качалина сразу разглядела в Герман певицу, которую могут полюбить в СССР.»— И. Ильичёв-Волкановский, биограф Анны Герман
В декабре 1966 года в Милане Герман заключила контракт с небольшой итальянской фирмой CDI (Compania Discografica Italiana) на выпуск пластинки. На пресс-конференции президент CDI Пьетро Карриаджи заявил, что Герман продала в СССР более миллиона своих пластинок.
В Италии Анна Герман выступила на фестивале в Сан-Ремо-1967 с песней «Gi» (Amurri, Bongusto, Pallavicini), но не прошла в финал, снялась в телевизионном шоу, записала программу совместно с певцом Доменико Модуньо, выступила на Фестивале неаполитанской песни в Сорренто и получила премию, присуждавшуюся самым обаятельным артистам — «Oscar della simpatia». В мемуарах Герман отмечала, что длительный процесс её «раскрутки», который включал в себя переезды, интервью, съёмки и предшествовал записи пластинки, сильно её тяготил. Анна также приняла участие в записи советского альбома пляжной музыки «От Паланги до Гурзуфа», подготовленного фирмой «Мелодия» к изданию специально для «Интуриста» в 1969 году, но так и не вышедшего.

### Автомобильная авария и лечение
Во время гастролей в Италии Герман попала в серьёзную автомобильную аварию. Произошла она 27 августа 1967 года между городами Форли и Милан. Ночью на высокой скорости автомобиль «Fiat», в котором находились Герман и её импресарио, врезался в бетонное ограждение (водитель машины, Ренато Серио, заснул за рулём). Герман выбросило через лобовое стекло в заросли, где её не сразу нашли. Приехавшая к утру «Скорая» поначалу забрала только Ренато, находившегося в машине, который отделался переломом кисти и ноги. Герман же получила 49 переломов (в том числе и позвоночника) и травмы внутренних органов.
После аварии Анна Герман неделю не приходила в сознание. Полгода она неподвижно лежала на больничной койке в гипсе. Затем несколько месяцев ей пришлось вновь учиться дышать полной грудью, сидеть и ходить, восстанавливать память.
В конце 1960-х годов Анна Герман написала автобиографическую книгу «Вернись в Сорренто?», посвящённую итальянскому периоду своей карьеры. Тираж книги составил 30 000 экземпляров. Тогда же некоторое время певица вела радиопередачу для детей о физике, начала писать музыку.

### Возвращение на эстраду и творческая карьера в 1970-е годы
Первое появление Анны Герман после аварии произошло в декабре 1969 года на польском телевидении в программе «Теле-Эхо»; была исполнена песня «Człowieczy los» («Человеческая судьба») на слова Алины Новак (это было её авторское сочинение как композитора). На эстраду Герман вернулась в 1970 году. Первое публичное выступление состоялось во Дворце науки и культуры Варшавы в концерте, посвящённом освобождению Варшавы; когда Анна вышла на сцену, весь зрительный зал стоя аплодировал ей в течение 20 минут.

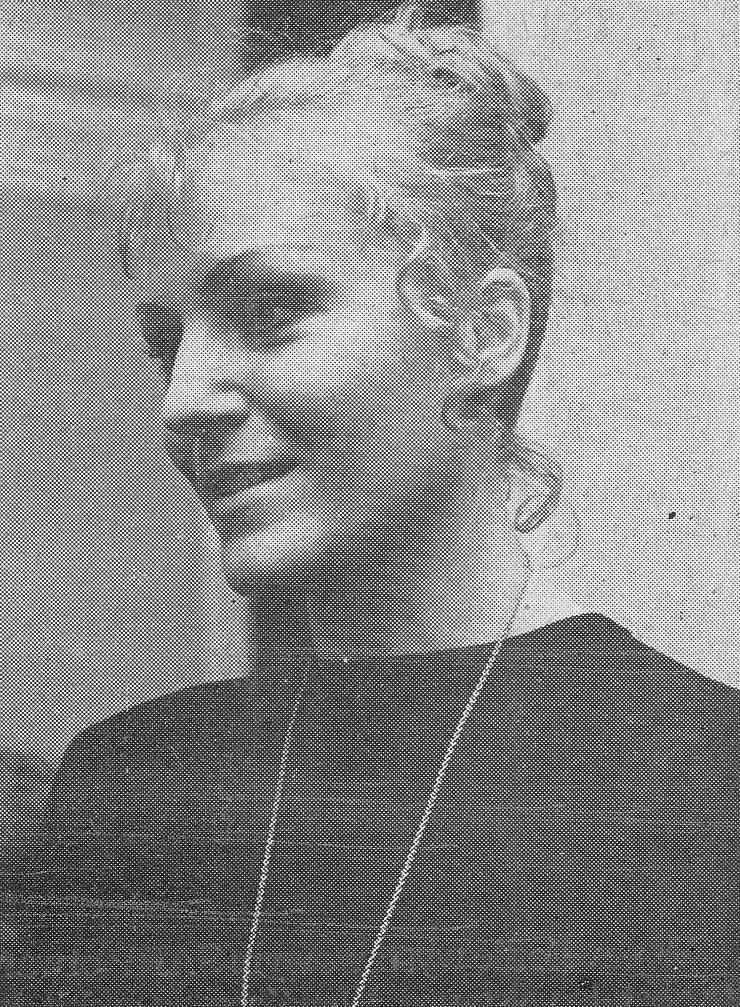
В 1970 году

Одной из первых песен, записанных Герман после возвращения на эстраду, стала «Надежда», написанная в 1971 году композитором Александрой Пахмутовой и поэтом Николаем Добронравовым. Первой исполнительницей этой песни была Эдита Пьеха, но наибольшую известность песня получила именно в исполнении Анны Герман. При этом в Польше певица испытывала трудности с поиском репертуара и композиторов.
Впервые после автокатастрофы Герман гастролировала по Польше весной 1972 года. Прошли выступления в Париже, съёмки на польском телевидении, концерт в Лондоне, гастроли в США, а в сентябре певица провела в СССР гастрольный тур «Анна Герман представляет», в котором помимо неё выступали молодые польские певцы Ева Сосницка, Кшиштоф Цвинар и Анджей Дебровски. Популярность певицы в СССР возрастала; 2 марта 1974 года по Всесоюзному телевидению была показана телепередача «Поёт Анна Герман».
Анне прочили успешную карьеру на Западе:
...мол, именно на интересе к своему мужеству, преодолению можно было построить начальный этап завоевания мира эстрады, а потом, раскрутившись, петь то, что нравится. Правда, тут же оговаривались, что мои личные предпочтения и предпочтения европейской и особенно американской публики разительно отличаются. "Пани Анна, бросьте вы свои славянские вздохи, исключите потоки страдания в голосе, пойте весёлые, заводные песенки, под которые прекрасно двигаются ноги. У вас великолепные вокальные данные, используйте их себе во благо." Я не захотела петь весёлые песенки, под которые прекрасно танцуется. Я хотела петь то, к чему лежала моя душа. И если из-за этого не заработала много денег, то мои родные меня простят. И если бы я отправилась покорять Запад сначала своими страданиями, а потом наигранным весельем, то ничего хорошего из этого не вышло бы.
В 1975 году, будучи беременной, Анна Герман совершила очередное турне по СССР. В программе впервые прозвучал новый шлягер от Владимира Шаинского «А он мне нравится». Во время гастролей Герман неоднократно становилось плохо прямо во время концертов, но выступления продолжались. После окончания этого турне на фирме «Мелодия» был записан новый диск с такими песнями в исполнении Герман, как «А он мне нравится», «Осенняя песня», «Гори, гори, моя звезда», «Письмо Шопену», «И меня пожалей», «Вы хотели мне что-то сказать», «Из-за острова на стрежень» и др. 24 октября 1975 года в газете «Московский комсомолец» появилась новая рубрика «Звуковая дорожка». Одна из заметок первого выпуска была посвящена новой пластинке Анны Герман.
Гастроли по Советскому Союзу я любила. <...> Больших денег эти гастроли не приносили, много выгодней лететь в Америку или даже просто ездить в составе какого-то сборного концерта по Европе. Но с душевным приёмом на концертах в советских городах не сравнится ничто.
В феврале 1977 года Герман приехала в Москву для съёмок в телепередаче «Голоса друзей». На съёмках она впервые встретилась с певицами Аллой Пугачёвой и Розой Рымбаевой. После записи телепередачи Герман пригласил в гости композитор Владимир Шаинский, который написал для неё новую песню «Когда цвели сады». В тот же день Вячеслав Добрынин предложил ей исполнить свою новую песню «Белая черёмуха». Запись этой песни состоялась уже на следующий день в Московском телецентре. Инструментальную часть писал ансамбль «Лейся, песня». Свою партию Герман записала с первого дубля.
В 1977 году Анне Герман предложили исполнить песню Евгения Птичкина на слова Роберта Рождественского «Эхо любви» для фильма Евгения Матвеева «Судьба». Эта песня также стала популярной. Матвеев вспоминал, что во время записи песни женщины-музыканты тихонько плакали, глядя на состояние здоровья Герман. В октябре 1977 года Герман выступила в Донецке в одном концерте с популярным польским рок-исполнителем Чеславом Неменом.
11 декабря 1977 года состоялось историческое выступление Герман в финале фестиваля «Песня-77». Ей, единственной из всех участников была предоставлена возможность петь без фонограммы песню «Когда цвели сады», а после её исполнения зрители устроили столь бурную и продолжительную овацию, что организаторам фестиваля пришлось выйти за жёсткие рамки телевизионного эфира — песня была исполнена «на бис» (редчайший случай в истории «Песен года»). Эта запись утеряна, сохранилась запись другой песни, исполненной на фестивале в дуэте со Львом Лещенко — «Эхо любви» под фонограмму.
14—15 октября 1978 года прошли концерты в московском кинотеатре «Варшава», на которых Герман впервые выступала без оркестра. Её аккомпаниатором был пианист Рышард Сивы. Эти концерты прошли с аншлагами. В мае 1979 года певица выступала с гастролями в Средней Азии. За неделю Герман дала четырнадцать концертов. В июне 1979 года в холле московской гостиницы Герман потеряла сознание и была помещена в больницу. Она прервала гастроли и вернулась в Польшу.
20—21 декабря 1979 года прошли сольные выступления певицы в ГЦКЗ «Россия» г. Москвы. 31 декабря 1979 года Герман пела в ленинградском БКЗ «Октябрьский». Этот концерт был записан на плёнку одной из поклонниц певицы при содействии польского звукорежиссёра и впоследствии издан в 1986 году на пластинке «Эхо любви». В 2014 году радиостанция «Серебряный дождь» включила альбом в перечень «50 культовых пластинок фирмы „Мелодия“».

### Последние годы жизни
В 1980 году во время выступления в московских «Лужниках» в программе «Мелодии друзей» у Анны Герман прямо на сцене случилось обострение тромбофлебита. Допев песню, она не могла сдвинуться с места. Зрители аплодировали, решив, что она будет петь. После концерта певицу отвезли в больницу. В том же году у Герман было обнаружено злокачественное новообразование. Певица долго и безрезультатно лечилась, перенесла несколько операций, но при этом не переставала выступать. Чтобы скрыть слёзы от боли, Герман иногда пела в темных очках. Несмотря на плохое самочувствие, Герман улетела в Австралию, где должна была выступить по контракту. Однако из-за обострившейся болезни австралийские гастроли были прерваны. Герман продолжила лечение дома и уже больше не выступала.

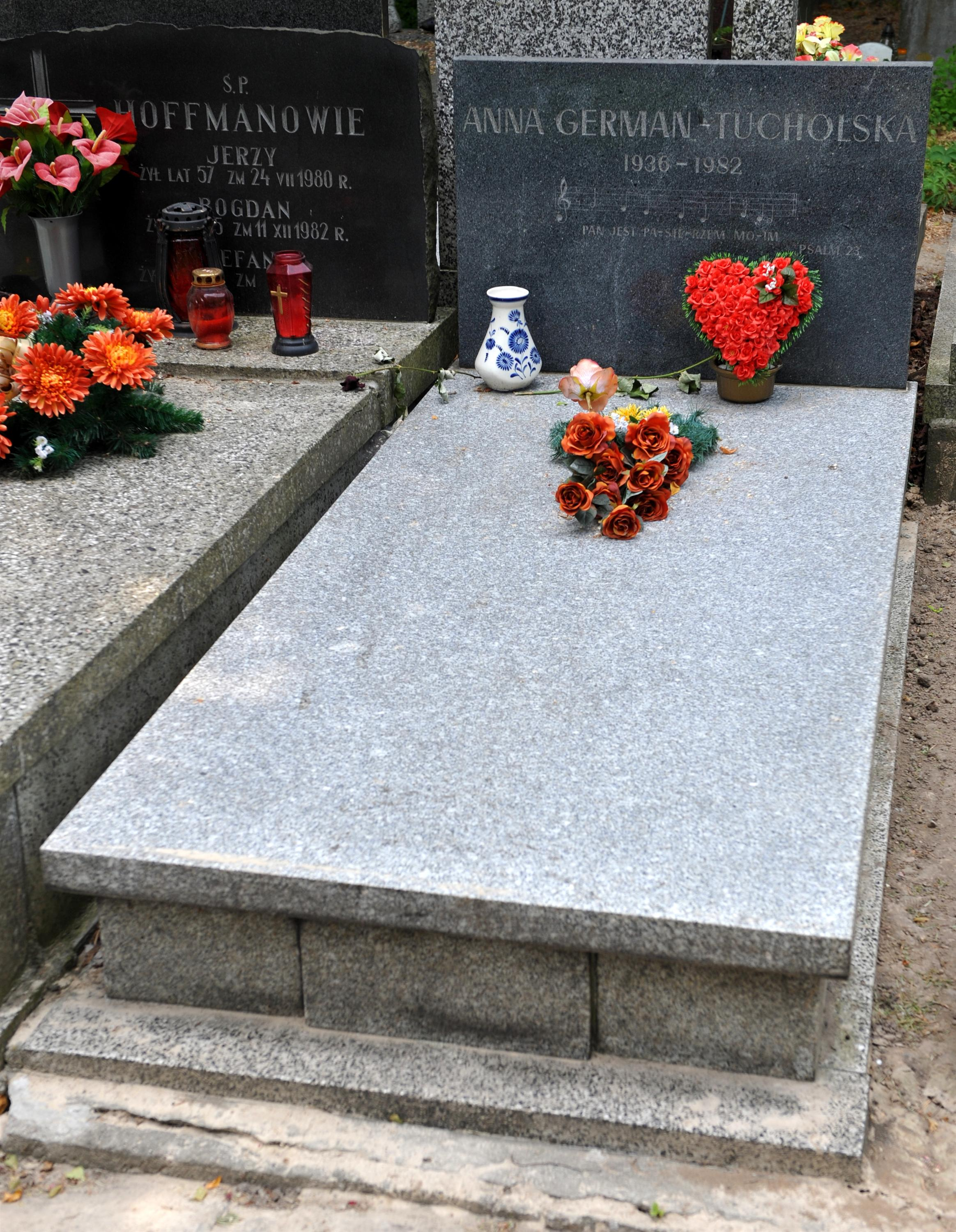
Могила Анны Герман на Кальвинистском кладбище Варшавы

Анна Герман скончалась от остеосаркомы в ночь с 25 на 26 августа 1982 года на 47-м году жизни в военном госпитале в Варшаве — ровно через 15 лет после катастрофы в Италии. Похоронена на Кальвинистском (евангелическо-реформатском) кладбище Варшавы.

### Личная жизнь
23 марта 1972 года в Закопане Герман вышла замуж за инженера кафедры металловедения Политехнического института Збигнева Тухольского (30.12.1930 — 11.04.2025), с которым она познакомилась в 1960 году на пляже во Вроцлаве. 27 ноября 1975 года у них родился сын Збигнев, ставший учёным. Анна назвала его именем мужа, которого очень любила и которому была бесконечно благодарна.
Герман любила готовить восточные блюда. Алкоголь не употребляла.

## Творчество Анны Герман в СССР
Песни для певицы писали советские композиторы-песенники Арно Бабаджанян, Евгений Птичкин, Александра Пахмутова, Ян Френкель, Оскар Фельцман, Владимир Шаинский и другие. Наиболее известны в её исполнении песни:
- «Надежда» (А. Пахмутова — Н. Добронравов),
- «Когда цвели сады» (В. Шаинский — М. Рябинин[47]),
- «Эхо любви» (Е. Птичкин — Р. Рождественский[47]),
- «А он мне нравится» (В. Я. Шаинский — А. Л. Жигарев),
- «Случайность» (А. Г. Экимян — Е. А. Долматовский[48]),
- «Гори, гори, моя звезда» (Пётр Булахов — В. Чуевский).

Песни в исполнении Анны Герман отличались большой теплотой, задушевностью, певучестью и мелодичностью. Песни Анна предпочитала записывать под живой оркестр, критически относилась к исполнению под фонограмму.
Герман была очень популярна среди любителей лирической песни в Советском Союзе в 1970—1980-х годах. Фирма «Мелодия» выпустила пять долгоиграющих грампластинок, первая из которых вышла в 1965 году.. Особое предпочтение певица отдавала русским романсам, обратить внимание на которые ей посоветовали Анна Качалина и Анастасия Ивановна Цветаева.
Природный голос Анны Герман — сопрано. Немецкий психиатр Яков Кирш в своей докторской диссертации доказал, что голос Анны Герман обладает терапевтическими свойствами: он усиливает эффект лечебного воздействия и стабилизирует психическое состояние пациентов.

## Признание и награды
- 1964 — первая премия III Фестиваля польской песни в Ополе.
- 1964 — первая премия V Международного песенного фестиваля в Сопоте.
- 1966 — «мраморная пластинка» Международной ярмарки грампластинок «MIDEM».
- 1967 — премия «Oscar della simpatia» на XV Фестивале Неаполитанской песни.
- 1974 — знак отличия «Золотой Крест Заслуги»[53].
- 1979 — орден Возрождения Польши с рыцарским крестом[53].

## Дискография

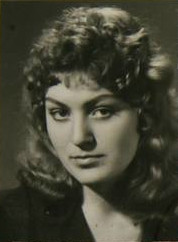
1959 год

### Грампластинки
- 1966 — Tańczące Eurydyki ()
- 1967 — Recital piosenek ()
- 1967 — I classici della musica napoletana ()
- 1968 — Поёт Анна Герман ()
- 1970 — Człowieczy los ()
- 1971 — Wiatr mieszka w dzikich topolach ()
- 1971 — D. Scarlatti arie z opery «Tetide in Sciro» ()
- 1974 — To chyba maj ()
- 1975 — Анна Герман () (первая композиция — «Мой бубен»)
- 1977 — Анна Герман () (альбом 1977 года; первая композиция — «Когда цвели сады»)
- 1978 — Anna German ()
- 1979 — Анна Герман () (альбом 1979 года; композиция «Ах, как мне жаль тебя»)
- 1980 — Анна Герман () (альбом 1979 года; вместо композиции «Ах, как мне жаль тебя» — «Акварель»)
- 1983 — Последняя встреча ()
- 1983 — Niezapomniane przeboje ()
- 1984 — Jesteś moją miłością ()
- 1986 — Эхо любви. Концерт 31.12.1979 ()
- 1989 — Anna German
- 1989 — Znaki zapytania
- 1990 — Powracające słowa, vol. 1 ()
- 1990 — Powracające słowa, vol. 2 ()
- 2019 — Анна Герман. Избранное ()

### Пластинки-миньоны
- 1965 — Солнечный день ()
- 1965 — Снежана ()
- 1965 — Любимый мой ()
- 1967 — Anna German ()
- 1967 — Анна Герман ()
- 1971 — Jasny horyzont ()
- 1974 — Чтобы счастливым быть ()
- 1974 — Я люблю танцевать ()
- 1975 — Всё, что было ()
- 1978 — Я помню всё ()
- 1978 — Песни Матвея Блантера на стихи Михаила Исаковского ()
- 1983 — Анна Герман поёт песни Владимира Шаинского ()

## Композиторы
- Анна Герман — «Небо голубое», «Бещадский рассвет» (пол. Bieszczadzki świt), «Być leśną jagodą», «Быть может» (пол. Być może), «Грошики фантазий», «Гурник Забже, или Песенка о футболе» (польск. Górnik Zabrze, a jakże), «Давняя игра», «Дай мне радугу на воскресенье» (пол. Daj mi tęczę na niedzielę), «Дождь на стекле» (пол. Deszcz na szybie), «Wołam Cię», «Wiosenna humoreska», «Żagle» «Noc nad Mekongiem», «Powracające walczyki», «Znaki zapytania», «Za siedmioma morzami», «Nie pojadę do Sorrento», «Ballada o małym szczęściu», «Taniec», «Idę wpatrzona w horyzont», «Bez Ciebie nie ma mnie», «Mój stryjek jest hodowcą moli», «Mój generał ołowiany», «Cztery karty», «Mieszkamy w barwnych snach», «Najszaleńszy szaławiła», «Taki Mały Ptak», «Świerkowa Kolęda», «Co daje deszcz», «To chyba maj», «O lejli-hej», «Feralna dziewczyna», «Всё на свете изменяется»
- Давид Ашкенази — «Ах, как мне жаль тебя»
- Матвей Блантер — «Дубрава», «Катюша», «Колыбельная»
- Панайот Бояджиев — «A jeżeli złotem jest milczenie», «Weź mnie jak kota w worku», «Воспоминания, больше ничего» (пол. Wspomnienia, więcej nic), «Из-за острова на стрежень» (музыкальная обработка)
- Пётр Булахов — романс «Гори, гори, моя звезда»
- Энцо Буонассизи — «Белый конь» (итал. Il cavallo bianco)
- Владимир Газарян — «Жар-птица»
- Вадим Гамалия — «По грибы», «Без тебя», «Город влюблённых»
- Катажина Гертнер — «Czy co było», «Зацвету розой» (пол. Zakwitnę różą), «Kiedy wszystko zgaśnie»
- Шарль Гуно и Иоганн Себастьян Бах — «Аве Мария»
- Вячеслав Добрынин — «Белая черёмуха»[47]
- Валерий Зубков — «Друг дельфин»
- Артур Жальский — «В большой космической семье» (пол. W wielkiej kosmicznej rodzinie)
- Богуслав Климчук — «Zimowe dzwony»
- Эрнесто де Куртис — «Вернись в Сорренто» (пол. Wróć do Sorrento, итал. Torna a Surriento)[47]
- Иренеуш Лоевский, аранжировка — «Mój synku» (польская народная песня)
- Роман Майоров — «Акварель», «Далёк тот день», «Ждите весну»
- Е. А. Марио (Джованни Гаэта) — «Santa Lucia Luntana»
- Евгений Мартынов — «Я жду весну»[49]
- Валерий Миляев — «Весеннее танго»
- Георгий Мовсесян — «Берёза»
- Александр Морозов — «Веришь ли ты в первую любовь»
- Ниса (Никола Салерно) — «Дай мне помечтать» (итал. Non ho l'eta)
- Александра Пахмутова — «И меня пожалей (Страдание)», «Надежда»
- Евгений Птичкин — «Вы хотели мне что-то сказать», «Идёт ребёнок по земле», «Эхо любви»
- Стефан Рембовский — «Podwarszawskie sosny»
- Марек Сарт — «Właśnie dlatego», «Bal u Posejdona», «Śnieżna piosenka»[49], «Возвращающиеся слова» (пол. Powracające słowa), «Gdzieś gdzie nie wiem», «Jak ty nic nie rozumiesz»
- Доменико Скарлатти — опера «Фетида на Скиросе»
- Давид Тухманов — «Я к тебе не подойду»[49]
- Оскар Фельцман — «Возвращение романса», «Двое», «Снежана»[49]
- Ян Френкель — «Снова мамин голос слышу», «Снова ветка качнулась»
- Рафаил Хозак — «Пожелание счастья»
- Кшиштоф Цвинар — «Всё, что было», «Тень»[49], («Jedna chwila wystarczyła», «Ktoś bardzo cię kocha», «Coś mi się wydaje», «Nie jestem taka, jak myślisz», «Byle tylko ze mną» — (музыка и слова))
- Роман Чубатый — «Баллада о небе и земле» (пол. Ballada o niebie i ziemi), «Дождик»
- Владимир Шаинский — «А он мне нравится», «Любви негромкие слова»[47][49], «Когда цвели сады», «Я помню всё, а ты забудь», «Ты опоздал», «Невеста», «Белые крылья»
- Елизавета Шашина — «Выхожу один я на дорогу» (романс)
- Алексей Экимян — «Случайность»
- Удо Юргенс — «Greckie wino»
- Игорь Якушенко — «Кажется», «Сумерки»[49]

## Поэты
- Расул Гамзатов («Мой бубен»)
- Анатолий Горохов («Колыбельная» на музыку Арно Бабаджаняна)
- Инна Гофф («Страдание» («И меня пожалей»), на музыку Александры Пахмутовой)
- Андрей Дементьев («Я жду весну», на музыку Евгения Мартынова, «Люблю тебя», на музыку Арно Бабаджаняна)
- Николай Добронравов («Надежда», на музыку Александры Пахмутовой)
- Евгений Долматовский («Случайность», на музыку Алексея Экимяна)
- Евгений Евтушенко («Не спеши», на музыку Арно Бабаджаняна)
- Александр Жигарев («А он мне нравится», «Ты опоздал», «Я помню всё, а ты забудь» (все — муз. Владимира Шаинского), «Белая черёмуха», «Не забыть этот день» (обе — муз. Вячеслава Добрынина), «Ждите весну», «Далёк тот день», «Найду тебя» (все — муз. Романа Майорова), «Ты только осень не вини» (муз. Б. Ривчуна) — также автор первой книги об Анне Герман на русском языке
- Людмила Иванова — «Пожелание счастья»
- Римма Казакова («Небо голубое», на музыку Анны Герман)
- Инна Кашежева («Опять плывут куда-то корабли», муз. Александра Колкера)
- Валерий Миляев — «Весеннее танго» («Приходит время»), «Письмо солдату»
- Лев Ошанин — «Кажется», «Сумерки»
- Роберт Рождественский («Эхо любви», на музыку Евгения Птичкина)
- Михаил Рябинин («Когда цвели сады», «Невеста» на музыку Владимира Шаинского)
- Владимир Сергеев («Осенняя песня»; на музыку Панайота Бояджиева)
- Михаил Танич
- Леонид Телига[54] («Парус»)
- Ежи Фицовский («Cztery karty», «Mój generał ołowiany», «Mój stryjek jest hodowcą moli», «Bez Ciebie nie ma mnie», «Powracające walczyki», «Ballada o niebie i ziemi», «Mieszkamy w barwnych snach», «Najszaleńszy szaławiła», «Taki Mały Ptak», «Świerkowa Kolęda», «Co daje deszcz», «Daj mi tęczę na niedzielę», «To chyba maj», «O lejli-hej», «Feralna dziewczyna»)
- Соломон Фогельсо́н — «Ах, как мне жаль тебя»
- Людмила Щипахина — «Всё на свете изменяется»
- Владимир Яковлев («Ночной разговор», на музыку Марка Фрадкина) — из телефильма
- Геннадий Георгиев («Жар-птица»)

## Переводчики
- Игорь Кохановский («Баллада о небе и земле», перевод стихов Ежи Фицовского, на музыку Романа Чубатого), «Возвращение романса» (автор стихов; на музыку О. Фельцмана), «Незабытый мотив» (автор стихов на музыку Романа Майорова), «Письмо Шопену» (русский текст на стихи В. Максимкина на музыку Панайота Бояджиева), «Подарок милому» (перевод; муз. Я. Славинского, Анны Герман — ст. Е. Сонецка), «Тень» (стихи на музыку Кшиштофа Цвинара), «Ты, мама» (рус. текст на музыку О. Фельцмана), «Чтобы счастливым быть» (перевод; песня из репертуара польской певицы Анны Янтар; муз. Я. Кукульского, Я. Славинского — ст. А. Кудельского), «Я люблю танцевать» (стихи совместно с М. Яковлевым, на музыку Виктора Ивановича Панченко), «Ты, только ты» (перевод; песня Кшиштофа Цвинара)).

## Фильмография
- 1966 — «Морские приключения» (пол. Marynarka to męska przygoda) — эпизодическая роль капитана ВМФ Польши и девушки мечты главного героя (реж. Зося Александрович-Дыбовская)
- 1970 — «Пейзаж после битвы» (роль американки)
- 1970 — «Паром» (песни)
- 1970 — «Счастливые острова» (пол. Wyspy szczęśliwe) (музыкальный фильм, реж. Ян Ласковский) — композитор и исполнитель своих песен

## Концертные выступления, интервью, прижизненные фильмы
- 1967 — выступление Анны Герман с песней «Gi» на XVII фестивале в Сан-Ремо
- Отрывок выступления Анны Герман на фестивале польской песни в Ополе[пол.] с песней «Trzeba się nam pośpieszyć»
- Отрывки выступления Анны Герман на фестивале солдатской песни в Колобжеге с песней «Мы — армия» (пол. Myśmy są wojsko)
- 1970 — возвращение Анны Герман на сцену впервые после аварии, выступление с песнями «Может быть» (пол. Być może) и «Человеческая судьба» (пол. Człowieczy los) на фестивале польской песни в Ополе
- 1970 — Анна Герман. Возвращение Эвридики
- 1970 — Анна Герман — Человеческая судьба (отрывок из фильма Возвращение Эвридики).
- 1973 — Речиталь Анны Герман
- 1976 — В гостях у Анны Герман
- 1977 — Интервью Анны Герман (на польском языке) на присуждении звания «Варшавянка года»
- Интервью Анны Герман (на польском языке)
- 1977 — «Песня-77» — музыкальный фестиваль, «ЦТ СССР». Исполнение песен «Эхо любви» из к/ф «Судьба» с Л. Лещенко, «Один лишь раз сады цветут». Видеозапись последней песни безвозвратно утеряна, сохранилась только аудиозапись данного выступления.[55]
- У нас в гостях Анна Герман (авторская программа Лии Спадони)
- Один из последних концертов Анны Герман (1979) в СССР (в Ленинграде)
- Анна Герман — Где, Ясь, поедешь

## Литературное творчество
- «Вернись в Сорренто?» (Анна Герман об итальянском периоде своего творчества; перевод с польского Р. Белло)[56]
- «Анна Герман. Жизнь, рассказанная ею самой» (написана в заключительные годы жизни)
- «Сказка о быстрокрылом скворце» (в переводе с польского Ивана Ильичёва; см. в книге «Иван Ильичев. Анна Герман. Гори, гори, моя звезда». Том 1)

## Память

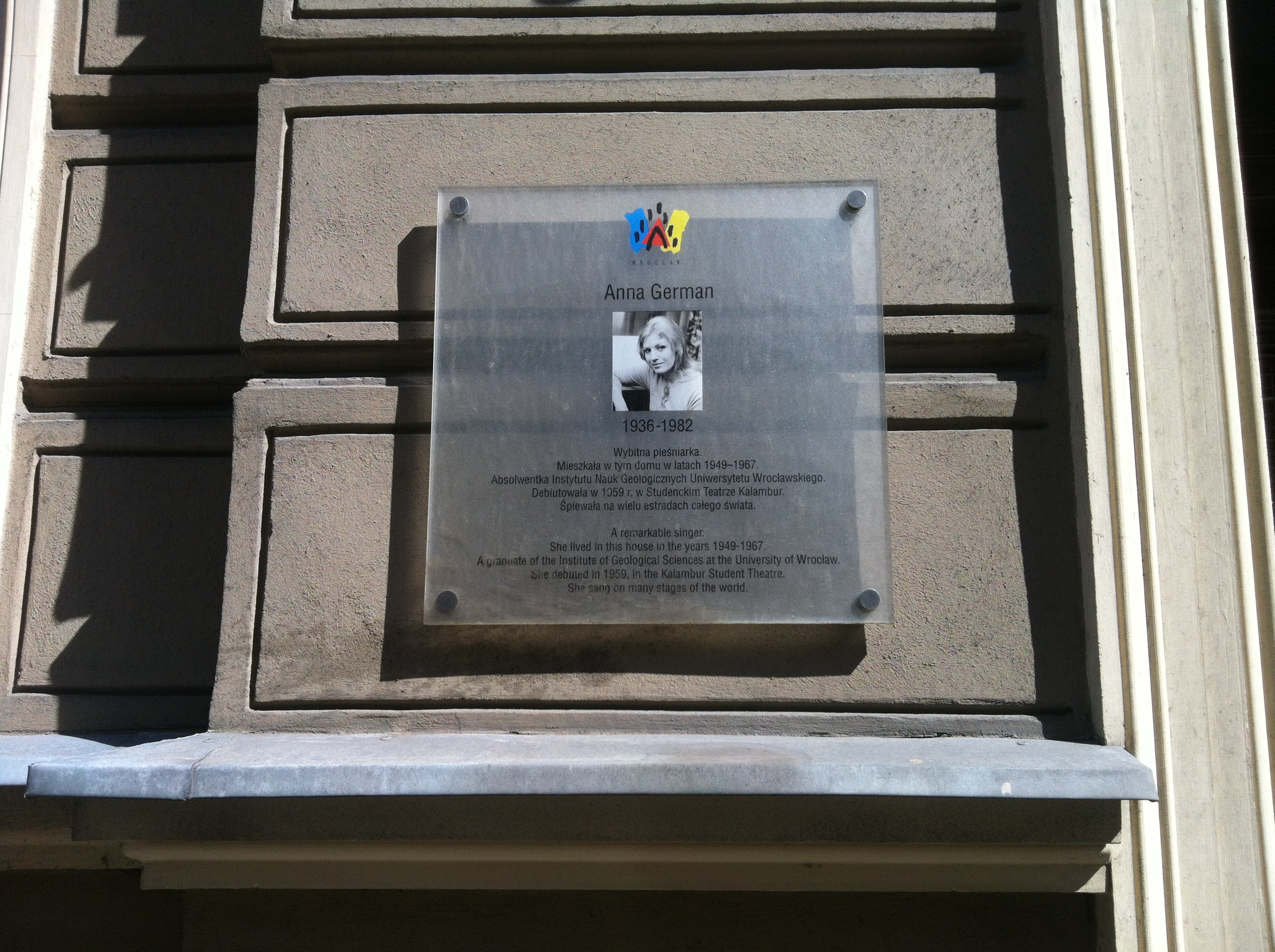
Мемориальная доска Анны Герман во Вроцлаве

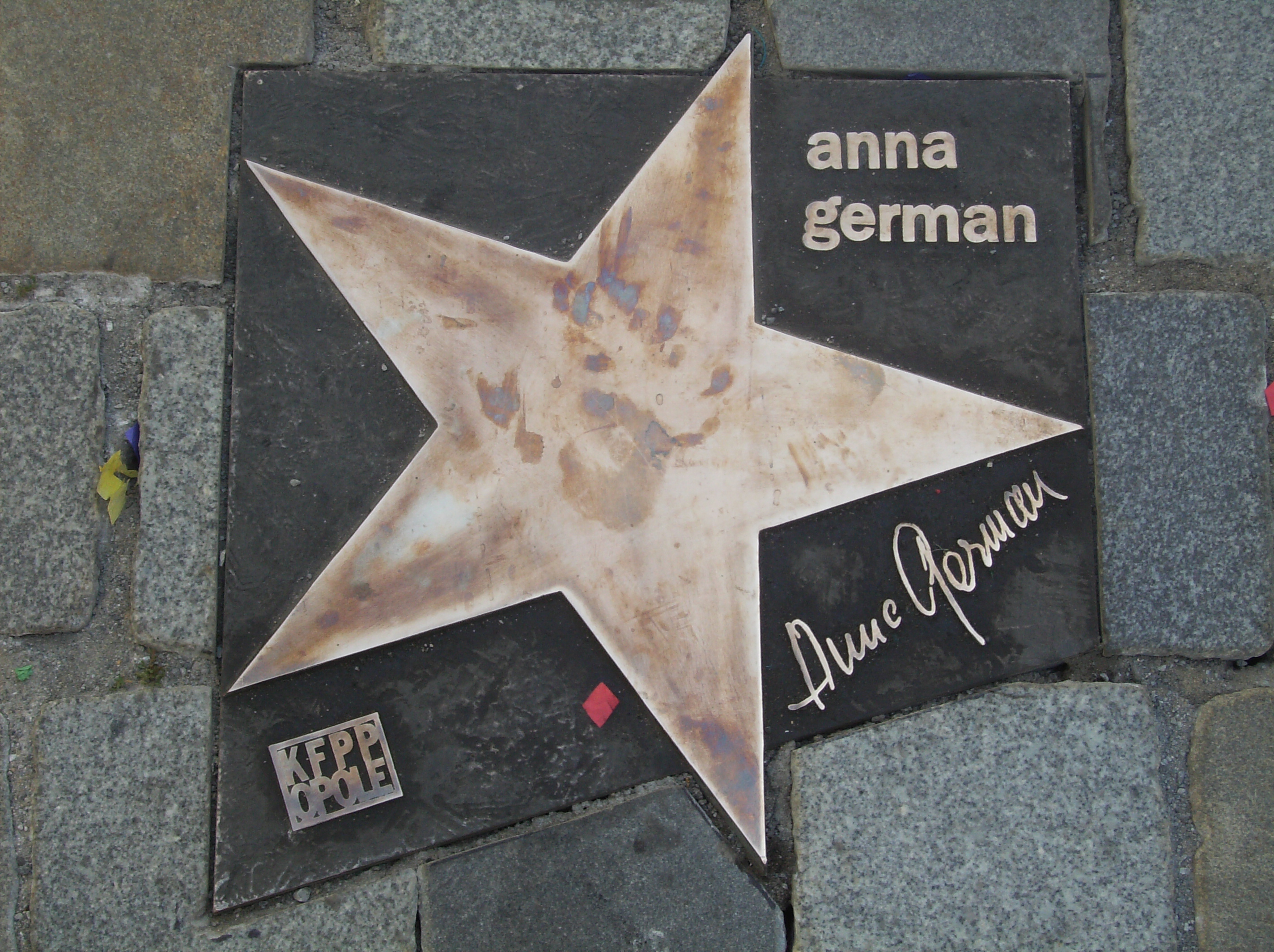

- В родном городе Ургенче именем певицы названа улица.
- 25 августа 2023 года в Ургенче состоялось открытие первого в мире памятника Анне Герман[57]. Памятник установлен при входе в музыкальную школу № 1, которую официально назвали именем Анны Герман. После церемонии открытия памятника в актовом зале школы состоялась торжественная встреча-концерт, посвящённая установке памятника знаменитой землячке.
- В казахстанском городе Таразе, где Герман с семьёй проживала в 1943—1946 годах, установлена мемориальная доска в память о певице. Поскольку дом, где она жила, не сохранился, доску установили на здании гостиницы «Джамбул», куда певица приезжала с гастролями в 1979 году.
- В честь Анны Герман назван сквер в московском районе Матвеевское[8][58].
- Имя Анны Герман носит астероид 2519, открытый в 1975 году советским астрономом Т. М. Смирновой.
- Ежегодный Международный фестиваль им. Анны Герман «Танцующие Эвридики» в Зелёна-Гуре (Польша, проходит в мае). 1-й фестиваль состоялся в 2002 году.
- В мае 2003 года на площади звёзд у ГЦКЗ «Россия» в Москве появилась именная Звезда певицы, приуроченная к её 65-летию[12].
- Международным союзом немецкой культуры (Москва) в 2011 году учреждён грант в области искусства им. Анны Герман[59]. Номинанты на грант — знаковые имена немцев России. Лауреатом в 2011 году стал Эдуард Хиль, в 2012 году — Георгий Штиль, в 2013 году — Олег Видеман.
- В 2012 году вышел десятисерийный художественный фильм о жизни певицы — «Анна Герман. Тайна белого ангела». Роль Анны Герман сыграла польская актриса Йоанна Моро.
- В 2013 году имя певицы было присвоено одной из площадей в городе Нова Руда, Польша[58].
- С августа 2018 года проходит ежегодная премия ко дню смерти Анны Герман — «ЯМУЗЫКА AWARDS 2018». Премия начинается с минуты молчания.[источник не указан 2457 дней]

### В искусстве
- 1982 — фильм-концерт «Памяти Анны Герман».
- 1988 — Анна Герман. Судьба и песни (фильм-концерт, СССР, реж.: Н. Примак)
- 1988 — «Эвридики плачущие», фильм-импрессия
- Кшиштоф Цинар — Planeta Anna (песня)
- 2003 — Аллея Звёзд. Анна Герман (автор и ведущий передачи — Иван Цыбин)
- 2003 — Анна Герман. Утро на НТВ — гости Збигнев Тухольский-старший и Иван Ильичёв
- 2003 — Иван Ильичёв об Анне Герман в телепередаче «Что хочет женщина» (ведущая — Елена Яковлева)
- 2003 — ЦДРИ памяти Анны Герман
- 2004 — Анна Герман. Светит незнакомая звезда (документальный фильм, производство — радиотелецентр «Голос Надежды», Тула, реж.: Светлана Осадчук)
- 2004 — Пёстрая лента. Анна Герман
- 2005 — Имена на все времена. Анна Герман. Эхо любви… (фильм-концерт, интервью на русском языке)
- 2005 — Анна Герман. Как уходили кумиры (фрагменты из документального фильма, реж.-пост.: Михаил Роговой)
- 2006 — Неспетая песня Анны Герман (документальный фильм, 2006, реж.: Георгий Ананов)
- 2006 — Документальный фильм «Светит незнакомая звезда», телерадиоцентр «Голос Надежды» (Тула)
- 2006 — Архимандрит Виктор (Мамонтов) об Анне Герман на радио Латвии
- 2007 — Анна Герман. И вновь цветут сады (фильм-концерт, реж.: Иван Ильичёв)
- 2007 — Анна Герман. Как уходили кумиры (документальный фильм, реж.: Дмитрий Кужаров)
- 2007 — Кумиры о кумирах. Ирина Богушевская об Анне Герман
- 2008 — По волне моей памяти. Анна Герман (документальный проект с Олегом Нестеровым)
- 2008 — Anna German — Taka miłość
- 2009 — Анна Герман («Незнакомая звезда») в программе «И снова здравствуйте»
- Сюжет телеканала «Культура» об Анне Герман и о пресс-конференции в Польском Культурном Центре
- Анна Герман. Судьба песни «Надежда»
- 2010 — Передача об Анне Герман и Анне Янтар (Anna Jantar) (именины) на радио «SŁUPCA»
- 2010 — Передача об Анне Герман на радио «SŁUPCA»
- 2011 — О съёмках фильма «Анна Герман. Эхо любви». В главной роли — Александра Прокофьева.
- 2011 — Анна Герман. История записи песни «Белая черёмуха» в программе «Пусть говорят»
- 2011 — Юбилейный вечер (к 75-летию со дня рождения) Анны Герман на радио «SŁUPCA»
- 2011 — Анна Герман. Эхо любви
- 2011 — Соседи Анны Герман
- 2011 — Репортажи Первого канала об Анне Герман
- 2011 — «Сделайте погромче» (программа об Анне Герман). История создания песни «Эхо любви»
- 2011 — Иван Ильичёв — Баллада о матери (муз. Владимира Завещевского — ст. Бориса Олейника, перевод Льва Смирнова) — песня из концертных выступлений Анны Герман в СССР в 1980 году. Запись с юбилейного концерта памяти Анны Герман в Московском театре эстрады.
- 2011 — «Кладовая Винилового видео» об Анне Герман
- 2011 — Видеотека взрослого человека (выпуск об Анне Герман)
- 2011 — Творческий вечер, посвящённый 75-летию со дня рождения Анны Герман (Одесса)
- 3 июня 2011 — Видеотека взрослого человека (гость — Збигнев Тухольский-ст.)
- 2012 — Биографический телевизионный сериал «Анна Герман. Тайна белого ангела», в роли Анны Герман — Йоанна Моро.
- 2012 — «ДОстояние РЕспублики. Анна Герман»[60]